# Arcidiocesi di Ibadan
L'arcidiocesi di Ibadan (in latino Archidioecesis Ibadanensis) è una sede metropolitana della Chiesa cattolica in Nigeria. Nel 2021 contava 378.260 battezzati su 6.355.670 abitanti. È retta dall'arcivescovo Gabriel 'Leke Abegunrin.

## Territorio
L'arcidiocesi comprende la parte meridionale dello Stato nigeriano di Oyo e una porzione minore di quello di Ogun.
Sede arcivescovile è la città di Ibadan, dove si trova la cattedrale di Santa Maria.
Il territorio è suddiviso in 50 parrocchie.

## Storia
La prefettura apostolica di Ibadan fu eretta il 13 marzo 1952 con la bolla Apostolica Sedes di papa Pio XII, ricavandone il territorio dall'arcidiocesi di Lagos.
Il 28 aprile 1958 la prefettura apostolica fu elevata a diocesi.
Il 1º luglio 1960, con la lettera apostolica Quemadmodum probata, papa Giovanni XXIII ha proclamato San Patrizio patrono principale della diocesi.
Il 26 marzo 1994 la diocesi è stata ancora elevata ad arcidiocesi metropolitana con la bolla Cum in Nigeria di papa Giovanni Paolo II.

## Cronotassi dei vescovi
Si omettono i periodi di sede vacante non superiori ai 2 anni o non storicamente accertati.
- Richard Finn, S.M.A. † (13 marzo 1953 - 3 luglio 1974 dimesso)
- Felix Alaba Adeosin Job (5 ottobre 1974 - 29 ottobre 2013 ritirato)
- Gabriel 'Leke Abegunrin, dal 29 ottobre 2013

## Statistiche
L'arcidiocesi nel 2021 su una popolazione di 6.355.670 persone contava 378.260 battezzati, corrispondenti al 6,0% del totale.
| anno | popolazione | popolazione | popolazione | presbiteri | presbiteri | presbiteri | presbiteri                | diaconi | religiosi | religiosi | parrocchie |
| anno | battezzati  | totale      | %           | numero     | secolari   | regolari   | battezzati per presbitero | diaconi | uomini    | donne     | parrocchie |
| ---- | ----------- | ----------- | ----------- | ---------- | ---------- | ---------- | ------------------------- | ------- | --------- | --------- | ---------- |
| 1970 | 50.000      | 2.684.145   | 1,9         | 48         | 5          | 43         | 1.041                     |         | 48        | 44        | 12         |
| 1980 | 55.000      | 2.500.000   | 2,2         | 41         | 13         | 28         | 1.341                     |         | 51        | 47        |            |
| 1990 | 80.000      | 3.431.000   | 2,3         | 60         | 29         | 31         | 1.333                     |         | 120       | 73        | 24         |
| 1999 | 135.500     | 4.002.500   | 3,4         | 74         | 23         | 51         | 1.831                     |         | 345       | 36        | 24         |
| 2000 | 255.000     | 4.003.000   | 6,4         | 80         | 26         | 54         | 3.187                     |         | 249       | 36        | 24         |
| 2001 | 285.000     | 4.450.000   | 6,4         | 84         | 36         | 48         | 3.392                     |         | 266       | 95        | 24         |
| 2002 | 322.450     | 4.350.000   | 7,4         | 96         | 33         | 63         | 3.358                     |         | 257       | 85        | 24         |
| 2003 | 330.750     | 4.386.700   | 7,5         | 113        | 38         | 75         | 2.926                     |         | 394       | 95        | 24         |
| 2004 | 348.650     | 4.421.430   | 7,9         | 148        | 39         | 109        | 2.355                     |         | 467       | 116       | 24         |
| 2006 | 352.680     | 4.641.260   | 7,6         | 186        | 46         | 140        | 1.896                     |         | 630       | 234       | 25         |
| 2013 | 452.000     | 5.564.000   | 8,1         | 135        | 69         | 66         | 3.348                     |         | 444       | 93        | 42         |
| 2016 | 343.655     | 5.500.200   | 6,2         | 153        | 73         | 80         | 2.246                     |         | 461       | 130       | 49         |
| 2019 | 357.240     | 5.960.540   | 6,0         | 189        | 79         | 110        | 1.890                     |         | 386       | 91        | 49         |
| 2021 | 378.260     | 6.355.670   | 6,0         | 142        | 84         | 58         | 2.663                     |         | 593       | 98        | 50         |